# Нова-Гранада
Нова-Гранада (порт. Nova Granada)  —  муниципалитет в Бразилии, входит в штат Сан-Паулу. Составная часть мезорегиона Сан-Жозе-ду-Риу-Прету. Входит в экономико-статистический  микрорегион Сан-Жозе-ду-Риу-Прету. Население составляет 18 591 человек на 2006 год. Занимает площадь 531,855 км². Плотность населения — 35,0 чел./км².
Праздник города — 19 марта. 

## История
Город основан в 1911 году.

## Статистика
- Валовой внутренний продукт на 2003 составляет 244.616.834,00 реалов (данные: Бразильский институт географии и статистики).
- Валовой внутренний продукт на душу населения на 2003 составляет 13.688,69 реалов (данные: Бразильский институт географии и статистики).
- Индекс развития человеческого потенциала на 2000 составляет 0,790 (данные: Программа развития ООН).

## География
Климат местности: тропический. В соответствии с классификацией Кёппена, климат относится к категории Cfa.